# 弗拉季斯拉娃·列斯纳亚
弗拉季斯拉娃·列斯纳亚（Vladyslava Lesnaya，1996年6月16日—），烏克蘭女子羽毛球運動員。

## 簡歷
2016年9月，弗拉季斯拉娃·列斯纳亚出戰斯洛伐克羽毛球公開賽，與达丽娅·萨马尔昌茨拿得女子雙打亞軍。

## 主要比賽成績
只列出曾進入準決賽的國際賽事成績：
| 年份   | 賽事                 | 公開賽級別 | 項目     | 拍檔              | 成績   |
| ------ | -------------------- | ---------- | -------- | ----------------- | ------ |
| 2016年 | 斯洛伐克羽毛球公開賽 | 未來系列賽 | 女子雙打 | 达丽娅·萨马尔昌茨 | 亞軍   |
| 2017年 | 捷克羽毛球國際賽     | 未來系列賽 | 女子單打 | －                | 準決賽 |
| 2019年 | 斯洛伐克羽毛球公開賽 | 未來系列賽 | 女子單打 | －                | 準決賽 |

| 2007-2017年 | 首要超級賽 | 超級賽 | 黃金大獎賽 | 大獎賽 | 國際挑戰賽 | 國際系列賽 | 未來系列賽 | 其他 |

| 2018-2026年 | 總決賽 | 超級1000賽 | 超級750賽 | 超級500賽 | 超級300賽 | 超級100賽 | 國際挑戰賽 | 國際系列賽 | 未來系列賽 | 其他 |